# Адам Ковальський
Адам Ковальський (пол. Adam Kowalski, 19 грудня 1912, Станиславів, Австро-Угорщина — 9 грудня 1971, Краків, Польща) — польський спортсмен. Найбільших успіхів досяг у хокеї з шайбою.

## Із біографії
Народився 19 грудня 1912 у Станиславові. За фахом — учитель фізкультури. У 1938 році закінчив аспірантуру. Всю свою довгу спортивну кар'єру провів у складі одного клубу — «Краковії». Грав у нападі. Тричі здобував титул чемпіона Польщі (1937, 1946, 1949). Був універсальним спортсменом. У складі краківської команди брав участь у змаганнях із баскетболу (віце-чемпіон Польщі 1946), плавання, футболу, гандболу (чемпіон Польщі 1933) та водного поло (віце-чемпіон Польщі 1946).
Учасник вересневої кампанії 1939 року. До кінця війни перебував у таборі військовополоненних поблизу Добегнева. Учасник Олімпійських ігор серед військовополонених в 1944 році.
У складі національної збірної був учасником трьох Олімпіад (1932, 1936, 1948). У Лейк-Плесіді збірна Польщі посіла найвище місце в своїй історії — четверте. Брав участь у чотирьох чемпіонатах світу та Європи: 1935, 1937—1939. На Олімпійських іграх провів 16 матчів (шість закинутих шайб), а всього у складі збірної Польщі — 53 матчі (22 голи).
Помер 9 грудня 1971 року на 59-му році життя у Кракові.

## Досягнення
- Чемпіон Польщі з хокею (3): 1937, 1946, 1949
- Чемпіон Польщі з гандболу (1): 1933
- Віце-чемпіон Польщі з баскетболу (1): 1946
- Віце-чемпіон Польщі з водного поло (1): 1946

## Статистика виступів на Олімпійських іграх
| №  | Дата та місце проведення          | Команда | Рахунок | Суперник        | Голи   |
| -- | --------------------------------- | ------- | ------- | --------------- | ------ |
| 1  | 4 лютого 1932 Лейк-Плесід         | Польща  | 1 : 2   | Німеччина       |        |
| 2  | 5 лютого 1932 Лейк-Плесід         | Польща  | 1 : 4   | США             | 42'    |
| 3  | 7 лютого 1932 Лейк-Плесід         | Польща  | 0 : 9   | Канада          |        |
| 4  | 8 лютого 1932 Лейк-Плесід         | Польща  | 0 : 5   | США             |        |
| 5  | 9 лютого 1932 Лейк-Плесід         | Польща  | 0 : 10  | Канада          |        |
| 6  | 13 лютого 1932 Лейк-Плесід        | Польща  | 1 : 4   | Німеччина       |        |
| 7  | 6 лютого 1936 Гарміш-Партенкірхен | Польща  | 1 : 8   | Канада          | 23'    |
| 8  | 7 лютого 1936 Гарміш-Партенкірхен | Польща  | 1 : 2   | Австрія         | 35'    |
| 9  | 8 лютого 1936 Гарміш-Партенкірхен | Польща  | 9 : 2   | Латвія          | ?', ?' |
| 10 | 30 січня 1948 Санкт-Моріц         | Польща  | 7 : 5   | Австрія         |        |
| 11 | 31 січня 1948 Санкт-Моріц         | Польща  | 4 : 23  | США             |        |
| 12 | 1 лютого 1948 Санкт-Моріц         | Польща  | 1 : 13  | Чехословаччина  |        |
| 13 | 2 лютого 1948 Санкт-Моріц         | Польща  | 0 : 15  | Канада          |        |
| 14 | 4 лютого 1948 Санкт-Моріц         | Польща  | 13 : 7  | Італія          | ?'     |
| 15 | 5 лютого 1948 Санкт-Моріц         | Польща  | 2 : 7   | Велика Британія |        |
| 16 | 8 лютого 1948 Санкт-Моріц         | Польща  | 2 : 13  | Швеція          |        |